# Sibinda
Sibinda oder Sibbinda ist ein Dorf und Verwaltungssitz des gleichnamigen Wahlkreises in der Region Sambesi im Nordosten von Namibia, rund 50 Kilometer südlich der Regionalhauptstadt Katima Mulilo.
Sibinda besitzt einen Flugplatz.